# Црква Светог пророка Илије у Текеришу
Црква Светог пророка Илије у Текеришу, насељеном месту на територији града Лознице, подигнута је 1839. године. Припада Епархији шабачкој Српске православне цркве.
Црква посвећена Светом Илији у Текеришу подигнута је као црква брвнара и као таква је постојала до 1900. године. Тада су уклоњене даске и на истој дрвеној конструкцији у техници шепер је обзидана циглом. Данашњи изглед са фасадом од тесаног камена је добила 1989. године. Иконостас цркве је из времена градње, пошто црква није мењала велечину у основи, док је звонара у дворишту новијег датума.
У црквеној порти се налази гроб свештеника који је први служио у цркви и споменици погинулих ратника у Балканским и Првом светском рату.